# مشيرفة الجسر
مشيرفة الجسر قرية عراقية ناحية تل عبطة قضاء الحضر التابعة لمحافظة نينوى،  تبعد عن الموصل 70 كم وعن سنجار 65 كم منطقة زراعية تزرع فيها الحنطة كباقي مناطق الجزيرة وهي من المناطق المهمة في الجزيرة فهي تقع في وسطها تقريباً
تُعد من المواقع التاريخية بمحافظة نينوى منذ 1977.